# Castianeira cyclindracea
Castianeira cyclindracea là một loài nhện trong họ Corinnidae.
Loài này thuộc chi Castianeira. Castianeira cyclindracea được Eugène Simon miêu tả năm 1896.